# Илона Сталер
Илона Анна Сталер (на унгарски: Ilona Anna Staller), по-известна със сценичното име Чичолина (на италиански: Cicciolina), е бивша италианско-унгарска порно звезда, радио водеща, политик и певица.
В началото на кариерата си също се нарича Елена Анна (Elena Anna) или Елена Меркури (Elena Mercuri, Elena Mercury). Освен това работи в радиото, телевизията и в музикалния бизнес. През 1987 г., избрана в Камарата на депутатите на Италия от редиците на Радикалната партия, Сталер е първата порнографска актриса в света, която влиза в национален парламент.

## Биография

### Ранни години
Родена е на 26 ноември 1951 г. в град Будапеща, Унгария с официалното име „Илона Анна Сталер“. Нейният биологичен баща Ласло Сталер изоставя семейството, когато тя е още дете. Доведеният й баща е служител на унгарското Министерство на вътрешните работи, а майка й Илона е акушерка. Като дете учи пиано, цигулка, танци (както класически, така и модерни). На 13 години започва работа като модел в държавната фотоагенция MTI, където се подготвят 50-те най-добри унгарски модели, и там е забелязана необикновената ѝ красота. На 20 години е коронясана за Мис Унгария. По-късно намира работа като сервитьорка в хотел „Дунав Континентал“, а също така с нея се свързват унгарските тайни служби, за да шпионира американски бизнесмени.
В началото на 70-те години се омъжва за Салваторе Меркури, калабрийски представител, клиент на хотела, установява се в Италия и получава гражданство. Тук през 1973 г. се запознава с Рикардо Скики, автор, режисьор и продуцент на порнофилми, с когото води радио програмата Voulez-vous coucher avec moi? (от френскиː „Искаш ли да спиш с мен?“)  по частната римска радиостанция Радио Луна. Става въпрос за еротична радиопрограма, излъчвана от полунощ до 2 ч. през нощта, изцяло посветена на еротичните телефонни обаждания от слушателите, с които Илона общува, наричайки ги „Чичолини“ и „Чичолинки“ (оттук и прякорът й „Чичолина“). Предаването бързо придобива хиляди фенове и Чичолина се появява на страниците на вестници като „Република“, „Оджи“ и „Еуропео“.

### Филмова кариера
Тя прави своя филмов дебют през 1970 г. под псевдонима „Елена Меркури“. Започвайки от филма La liceale, режисиран от Микеле Масимо Тарантини, тя е кредитирана като „Илона Сталер“. В този филм играе ролята на Моника, лесбийка студентка, влюбена в главната героиня, докато във филма La supplente на Гуидо Леони се появява в дръзка сцена във фитнес зала. Тя също така получава роли в два художествени филма, режисирани от Алберто Латуада и Миклош Янчо.
През 1976 г. въвежда пълната голота в Италия за първи път на публично място – в случая дискотека. През 1979 г. пристига в телевизията, като участва във вариететното шоу на Енцо Трапани C'era due volte заедно с Даниеле Пиомби по държавната Rai 2. Програмата е създадена в резултат на успеха на Stryx година и половина по-рано и преразказва добре познати приказки в иронична версия. Телевизионното шоу се излъчва от 8 май 1980 г. късно вечерта: рейтингът на одобрение не е много висок и не пропуска да предизвика скандал, поради което е прекъсната само след шест епизода.
Друга програма е Ciao Eva през 1984 г., излъчвана в петък късно вечерта по Rete A. Сталер се появи там облечена в прозрачни воали, в компанията на танцьорки или някой от питоните, които притежава. Един от тях, наречен Пито Пито, е намерен мъртъв през октомври 1993 г., очевидно убит от плъха, с който е бил хранен.  Вместо това анонимен източник, който се появи през 2019 г., твърди, че змията е умряла поради малтретирането на актрисата.
Дебютът й на порнографското поприще е през 1983 г. с филма La conchiglia dei desideri („Мидата на желанията“), режисиран от Рикардо Скики. Последният порнографски филм на Сталер е Passione indecente („Неприлична страст“) през 1991 г. Заедно със Скики тя основава агенцията Дива Футура, която открива, между другото, Моана Поци, Рамба и Барбарела, а също така режисира хардкор филм.
Първият ѝ собствен филм е със заглавие „Чичолина, любов моя“ (Cicciolina, amore mio, 1979) – неин автобиографичен филм, режисиран от Амази Дамиано, Бруно Матей и Рикардо Скики, но той претърпява провал. Тогава със Скики решават да направят един много по-неприличен филм – „Червен телефон“ (Telefono rosso, 1986), който постига рекордни приходи. За много кратко време Чичолина се превръща в кралица на порното, работейки с най-известните артисти в жанра – от Моана Поци („Cicciolina & Moana ai Mondiali“, 1987) до Роко Сифреди („Amori particolari transessuali“, 1992).

### Музикална кариера
Сталер също има някои музикални преживявания, най-вече изпълнявайки песни, които използва за своите концерти, като песните почти винаги са фокусирани върху секса. Сред нейните записи е песента Muscolo rosso, която не е публикувана в Италия. Сред другите й песни са Lips, Happy Holidays, I Was Made for Dancing, Pane, Marmellata e Me и множество кавъри.

### Кариера след порното
След като изоставя порнографския жанр, през 1994 г. тя играе ролята на стриптизьорка във филма Replikator, а две години по-късно участва в различни епизоди на теленовелата Xica da Silva (продуцирана от изчезналата бразилска телевизия Rede Manchete) в ролята на принцеса Лудовика ди Кастелгандолфо ди Дженова. Появява се в документалните филми Un siècle de plaisir: voyage à travers l'histoire de l'hard (1996) и Wadd: the Life and Times of John C. Holmes (1998). През 90-те години отваря собствената артистична агенция Saremo famosi.
През 2014 г. актрисата претърпя колосална кражба в Рим на цялата й частна колекция, свързана с исторически художествени материали от 1974 г. нататък, засягащи образа на Чичолина, творби на американския творец Джеф Кунс, Моана Поци и различни други лица. Откраднатият материал е на стойност около 20 млн. евро.

### Политическа дейност
Сталер неколкократно се занимава с политика, като говори по актуални теми в интервюта и в предоставените й радио слотове. През 1979 г. е кандидат в Листата на Слънцето, без обаче да постигне значителни резултати.
През 1985 г. се присъединява към Радикалната партия на Италия, като се обявява против ядрената енергия и за правата на човека. Тя е избрана за депутат в 10-ия законодателен орган на италианския парламент през 1987 г. с около 20 000 вота, заемайки второ място в листите на Радикалната партия след Марко Панела – резултат, възможен благодарение на протестния вот.
Пет години по-късно, заедно с Моана Поци, Сталер се кандидатира като кандидат в Партията на любовта, основана от Рикардо Скики и Мауро Биуци, този път получавайки малка подкрепа.
След това продължава своята политическа дейност, като се бори за сексуалната свобода на затворниците, срещу всички форми на насилие и цензура, срещу безразборното използване на животни за научни експерименти, за декриминализиране на наркотиците и накрая за насърчаване на сексуалното образование в училищата и информационни кампании за опасностите от СПИН, както и за световния мир.
През 2002 г. се кандидатира за избори в унгарския парламент като независим кандидат за мястото на депутат в популярния квартал „Кобаня“ в Будапеща, но получава много малко гласове. През същата година се кандидатира за кмет на Монца под символа на партията „Либертари“, но не постига желания успех.
На 27 септември 2011 г. обявява, че иска да се върне в политиката, основавайки "оптимистично-футуристична" партия и обявявайки, че иска да се кандидатира отново за кмет на Монца. Но листата на Либертарианците не постига желания успех.
През 2012 г. сформира нова Партия на любовта“, трансформирана за политическите избори през 2013 г. в партия „Демокрация Природа Любов“, която за първи път в историята на партиите има двама председатели.
Сталер е и кандидат в административните избори в Рим на 26 и 27 май 2013 г. в листата на републиканците и либералите в квотата на Италианската либерална партия, от която взема и членската карта. Либералната листа не постига голям консенсус, като се спира на 0,08% от гласовете и следователно не успява да влезе в градския съвет на Капитолия.

## Филмография

### Традиционна
- Incontro d'amore, реж, Паоло Хойш и Уго Либераторе (1970)
- Un uomo, una città, реж. Ромоло Гуериери (1974) - некредитирана
- 5 donne per l'assassino, реж. Стелвио Маси (1974)
- Il cav. Costante Nicosia demoniaco ovvero: Dracula in Brianza, реж. Лучо Фулчи (1975) -  некредитирана
- ...a tutte le auto della polizia..., реж. Марио Каяно (1975) -  некредитирана
- Storie di vita e malavita, реж. Карло Лицани (1975) - некредитирана
- Amore mio spogliati... che poi ti spiego!, реж. Фабио Питору и Ренцо Рагаци (1975) - некредитирана
- L'ingenua, реж. Джанфранко Балданело (1975)
- La supplente, реж. Гуидо Леони (1975)
- La liceale, реж. Микеле Масимо Тарантини (1975)
- Cuore di cane, реж. Алберто Латуада (1975)
- Inhibition, реж. Паоло Поети (1976)
- I prosseneti, реж. Брунело Ронди (1976)
- Vizi privati, pubbliche virtù, реж. Миклош Янчо (1976)
- Bestialità, реж. Петер Скерл (1976)
- Il mondo dei sensi di Emy Wong, реж. Бито Албертини (1977)
- Voglia di donna, реж. Франко Ботари (1978)
- Dedicato al mare Egeo, реж. Масуо Икеда (1979)
- John Travolto... da un insolito destino, реж. Нери Паренти (1979)
- Cicciolina amore mio, реж. Амази Домани (1979)
- Senza buccia, реж. Марчело Алипранди (1979)
- Replikator, реж. Филип Джаксън (1994)
- Xica da Silva – теленовела (1996)

### Порнографска
- La conchiglia dei desideri, реж. Рикардо Скики (1983)
- Porno Poker, реж. Рикардо Скики (1984)
- Cicciolina il giorno dopo - Orgia nucleare, реж. Рикардо Скики (1984)
- Telefono rosso, реж. Рикардо Скики (1986)
- Banane al cioccolato, реж. Рикардо Скики (1986)
- Cicciolina number one, реж. Рикардо Скики (1986)
- I racconti sensuali di Cicciolina, реж. Рикардо Скики (1986)
- Carne bollente, реж. Рикардо Скики (1987)
- Moana e... le altre regine, реж. Лорънс Уебър (1987)
- La bottega del piacere, реж. Хард Сак (1988)
- Backdoor Summer, реж. Джим Рейнълдс (1988)
- Telefono rosso number 2, реж. Рикардо Скики (1988)
- Backdoor Summer II, реж. Джим Рейнълдс (1989)
- Supervogliose di maschi (Palm Springs Week-end), реж. Джим Рейнълдс (1990)
- Vogliose e insaziabili per stalloni superdotati (Back Fire), реж. Грегъри Дж. Шел (Марио Бианки) (1990)
- Cicciolina e Moana "Mondiali" (Sexy Mundial '90), реж. Джим Рейнълдс (1990)
- Le donne di Mandingo, реж. Джим Рейнълдс (1990)
- Amori particolari transessuali, реж. Ханс Руиз (1990)
- All'onorevole piacciono gli stalloni, реж. Джим Рейнълдс  (1990)
- Tutte le provocazioni di Moana, реж. Хард Сак (1990)
- Carcere amori bestiali, реж. Мартин Уайт (1991)
- Le perversioni degli angeli, реж. Рикардо Скики (1991)
- Ho scopato un'aliena, реж. Мартин Уайт (1992)
- Luna park dell'amore, реж. Рикардо Скики (1992)
- Ore 9 scuola a tutto sesso - Goduria sfrenata, реж. Мартин Уайт (1992)
- Passione indecente, реж. Рикардо Скики (1993)

### Режисура и сценарий
- Diva Futura - L'avventura dell'amore, сърежисьор с Ардуино Сако (1989)

## Телевизия
- Io te tu io (Rete 2, 1978)
- C'era due volte (Rete 2, 1980)
- Fuori orario. Cose (mai) viste (Rai 3, 1988)
- The Farm (Channel 5, 2005), състезателка
- Bailando por un sueño (El Trece, 2008), състезателка
- Radio Belva (Rete 4, 2013)
- Celeb Vagyok, ments ki innen! (RTL Klub, 2017) - състезателка
- L'isola dei famosi 16 (Canale 5, 2022) - състезателка
- Verissimo - гост

Участва през 1975 и 1976 г. с Ориела Дорела в две поредици от скечове на италианската телевизионна рекламна рубрика Carosello, рекламирайки Фанта.

## Дискография
Албуми
- 1979 – Ilona Staller
- 1988 – Muscolo rosso
- 1989 – Kebelbarátság
- C'era due volte
- Diamante
- Fantasy
- San Francisco Dance

Сингли
- 1976, Voulez vous coucher avec moi?
- 1979, I was made for dancing /Più su sempre più su
- 1979, I was made for dancing (extended vers.) / Save the last dance for me
- 1979, Cavallina Cavallo / Più su sempre più su
- 1980, Buone Vacanze / Ti amo uomo
- 1981, Ska Skatenati / Disco Smack
- 1984, Dolce Cappuccino / Baby Love
- 1987, Muscolo Rosso
- 1989, San Francisco Dance / Living in my Paradise / My Sexy Shop (Acv 5472, 12")

Сътрудничества
- 1979 – Aquarium Sounds, Aquarium Sounds, участие в песента Elena tip
- 1988 – AA.VV. Sonhos Eróticos

## Творби
- Confessions, Parigi, M. Lafon, 1987
- Memorie. Racconto fotografico di un mito, Roma, Saremo Famosi Srl, 2002
- Per amore e per forza. L'autobiografia di Cicciolina, Milano, Arnoldo Mondadori Editore, 2007